# Horia Lovinescu
Horia Lovinescu (Fălticeni, 20 d'agost 1917 - Bucarest, 16 de març 1983). Dramaturg romanès.

## Obra dramàtica
- Lumina de la Ulmi (La llum d'Ulmi). 1954
- Moartea unui artist (La mort d'un artista). 1964
- Citadela sfarimata (La ciutadella trencada). 1955
- Hanul de la rascruce. 1957
- Surorile Boga. 1959
- Febre. 1964
- Petru Rares.
- Al patrulea anotimp (La quarta estació).